# Galera de Panales
Galera de Panales es una localidad del estado mexicano de Guanajuato. Es parte del municipio de Tarimoro.

## Demografía
| Gráfica de evolución demográfica |
|                                  |

| Censo | Población |
| ----- | --------- |
| 1900  | 39        |
| 1910  | 442       |
| 1921  | —         |
| 1930  | 529       |
| 1940  | 559       |
| 1950  | 527       |
| 1960  | 683       |
| 1970  | 868       |
| 1980  | 1 081     |
| 1990  | 1 295     |
| 2000  | 1 248     |
| 2010  | 1 362     |
| 2020  | 1 455     |